# 1995年成文法（廢除）法令
《1995年成文法（廢除）法令》（英語：Statute Law (Repeals) Act 1995；c 44）是英國國會的一項法令。
該法令將法律委員會及蘇格蘭法律委員會第十五次成文法編正報告中所載的建議付諸實施。

## 附表2 - 相應及有關連條文
2008年7月21日，該法令第1(a)段整段及第1(c)段中「Great Britain and」的字句由《2008年成文法（廢除）法令》第1(1)條及附表1第3部 （页面存档备份，存于）廢除。

## 外部連結
- The Statute Law (Repeals) Act 1995 （页面存档备份，存于）, as amended, from the National Archives.
- The Statute Law (Repeals) Act 1995 （页面存档备份，存于）, as originally enacted, from the National Archives.